# Kolegium Wojskowe Sądu Najwyższego ZSRR

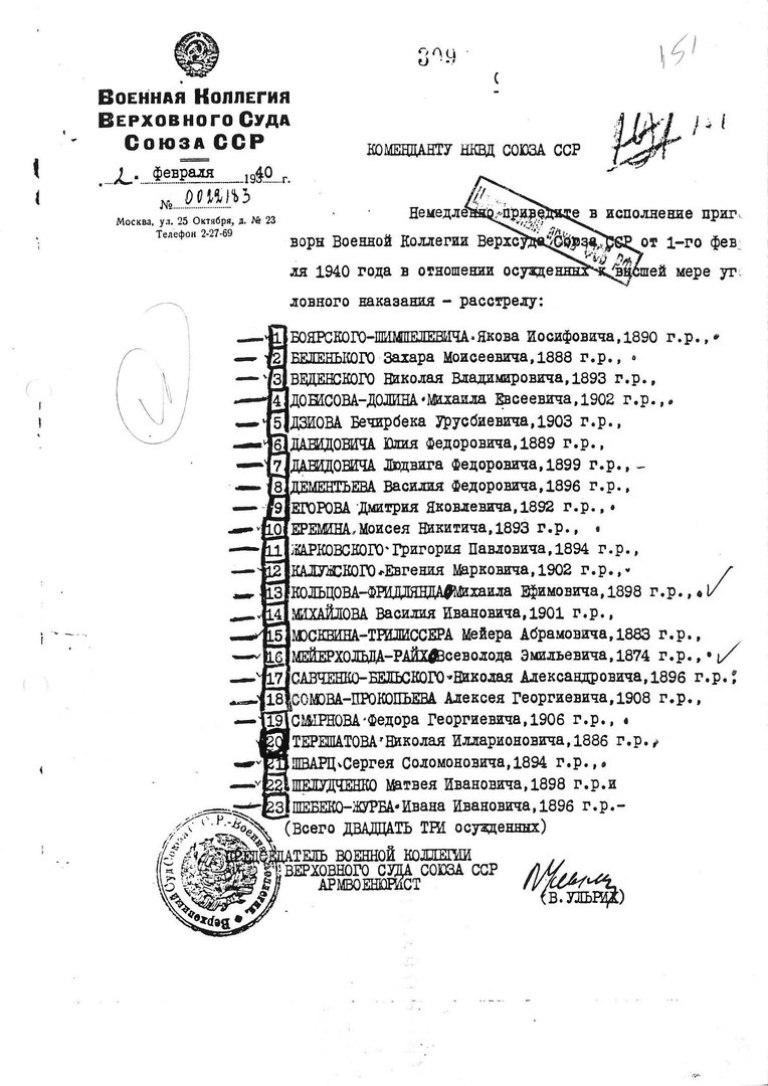
Podpisane przez Wasilija Ulricha postanowienie z 2 lutego 1940 o przekazaniu skazanych 1.02.1940 przez Kolegium do wykonania przez NKWD wyroku śmierci. Wśród skazanych m.in. Wsiewołod Meyerhold, Michaił Kolcow, Michaił Trilisser

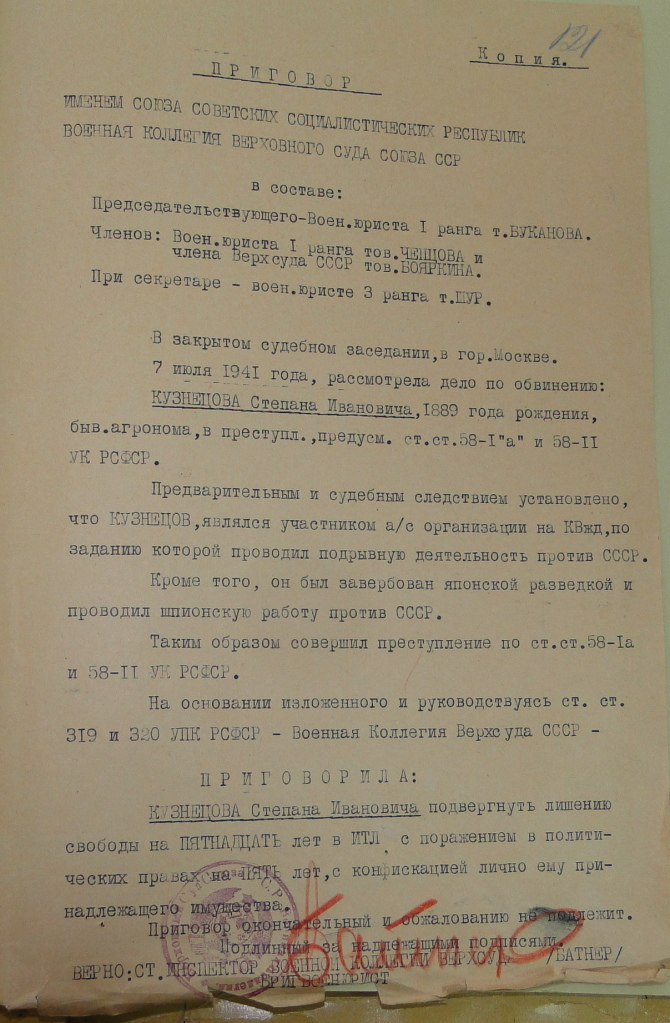
Wyrok Kolegium Wojskowego Sądu Najwyższego ZSRR z 7 lipca 1941

Kolegium Wojskowe Sądu Najwyższego ZSRR (ros. Военная коллегия Верховного Суда СССР) – związkowy organ Sądu Najwyższego ZSRR, rozpatrujący sprawy o szczególnym znaczeniu w stosunku do wyższych oficerów (dowódców korpusu i powyżej) armii i marynarki, a także obywateli ZSRR i cudzoziemców oskarżanych o zdradę i działalność kontrrewolucyjną, zwłaszcza w okresie wielkiego terroru w ZSRR.
Zgodnie z ustawą o ustroju sądownictwa ZSRR z 1938 Sąd Najwyższy ZSRR został zdefiniowany jako najwyższy organ sądowy państwa i działał w ramach: a) Kolegium Sądowego do spraw Karnych; b) Kolegium Sądowego do spraw Cywilnych; c) Kolegium Wojskowego; g) Kolegium Kolejowego; d) Kolegium Transportu Wodnego.
Kolegium kontrolowało również pracę sądów wojskowych. Od 1926 do 1948 niezmiennym szefem Kolegium Wojskowego był armwojeniurist, później generał pułkownik sprawiedliwości Wasilij Ulrich. Kolegium urzędowało w Moskwie, w domu nr 23 przy ulicy Nikolskiej (od 1935 – ulica 25 października).
W okresie wielkiego terroru w ZSRR – od 1 października 1936 do 30 września 1938 Kolegium skazało na najwyższy wymiar kary – śmierć przez rozstrzelanie 38 955 ludzi, na karę pozbawienia wolności – 5643 ludzi w 60 miastach ZSRR. Przed Kolegium toczył się w 1945 r. proces szesnastu.